# يايتسي
يَايِجَة أو يَائِجَة (بالبسنية: يايڄە/Јајце) مدينة وبلدية تقع في كانتون البوسنة الوسطى التابع لاتحاد البوسنة والهرسك، وهي كيان تابع للبوسنة والهرسك. والنسبة إليها يَائِجِيّ. بلغ عدد سكانها 30,758 نسمة حسب إحصاء عام 2013. وهي تقع في منطقة بوسانسكا كرايينا على مفترق الطرق بين بانيا لوكا وماركونيتش غراد ودونيي فاكوف على التقاء نهري بليفا وفرباس.

## التاريخ

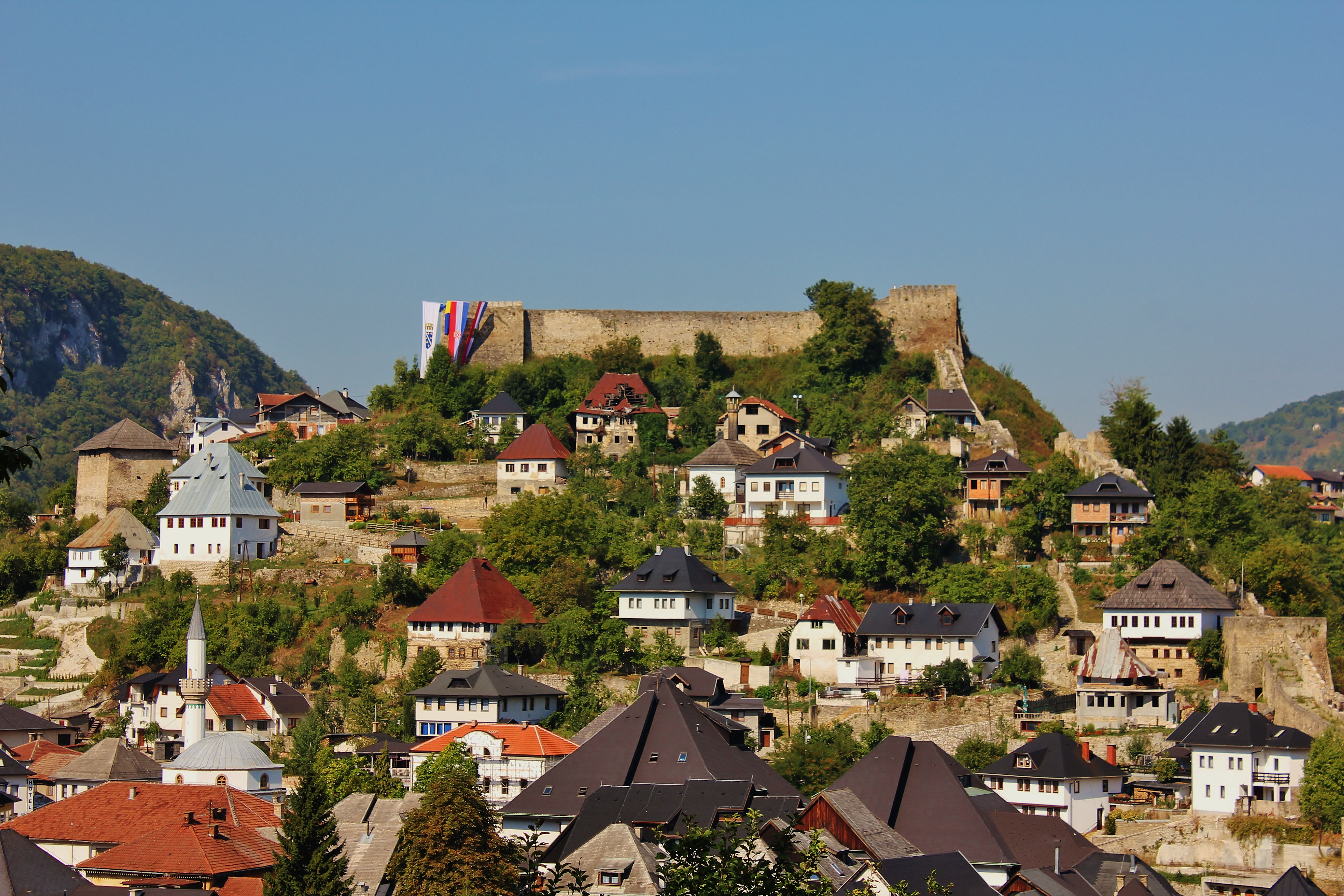
المدينة القديمة وقلعة يائجة

بنيت يائجة في القرن الرابع عشر، وكانت كعاصمة لمملكة البوسنة المستقلة في ذلك الوقت. تحتوي المدينة على بوابات كتحصينات، بالإضافة إلى قلعة ذات جدران تؤدي إلى بوابات مختلفة حول المدينة. على بعد حوالي 10-20 كيلومترا من المدينة تقع قلعة كوموتين ومنطقة البلدة القديمة والتي هي أقدم وأصغر من يائجة الحديثة. ويعتقد أن بلدة يائجة كانت في السابق قلعة كومومين نفسها ولكنها نقلت بعد حادثة الموت الأسود.[بحاجة لمصدر] أول إشارة إلى اسم يائجة في المصادر المكتوبة كانت من عام 1396، ولكن القلعة كانت موجودة أيضا في ذلك الوقت. كان يائجة مقر إقامة آخر ملك بوسني ستيبان توماسفيتش، حيث حاصر العثمانيون المدينة وأعدموه، لكنهم سيطروا على المدينة لمدة ستة أشهر فقط، قبل أن يستولي عليها الملك المجري ماتياس كورفينوس بعد حصار يائجة، وأنشأ بانوفينا فيها.:36
حاصر إسكندر باشا المدينة في عام 1501 دون نجاح وهزم من قبل إيفانيش كورفين بمساعدة عائلة زرينيسكي، وعائلة فرانكوبان.[بحاجة لمصدر]
خلال هذه الفترة، استعادت الملكة كاترين كنيسة سانت ماري، وهي اليوم أقدم كنيسة في المدينة. في عام 1527، أصبحت يائجة آخر مدينة بوسنية تسقط إلى الحكم العثماني. ثم فقدت البلدة أهميتها الإستراتيجية، حيث انتقلت الحدود إلى الشمال. هناك العديد من الكنائس والمساجد التي بنيت في أوقات مختلفة وخلال فترات حكم مختلفة، مما يجعلها بلدة متنوعة نوعا ما في هذا الجانب.[بحاجة لمصدر] يائجة مرت مع بقية البوسنة والهرسك تحت إدارة الإمبراطورية النمساوية المجرية في عام 1878. حيث بُني دير الفرنسيسكان القديس لوقا في عام 1885.
من 1929-41 ، كانت يائجة جزءا من مقاطعة فرباس بانوفينا في مملكة يوغوسلافيا. خلال الحرب العالمية الثانية، اكتسبت المدينة أهميتها كمركز لقطاع واسع من الأراضي الحرة، وفي 29 نوفمبر 1943 استضافت المؤتمر الثاني لمجلس التحرير الشعبي لمكافحة الفاشية في يوغسلافيا. وهناك قرر ممثلون من جميع أنحاء يوغوسلافيا إنشاء يوغوسلافيا فيدرالية على قدم المساواة مع دولها، وأثبتوا أن البوسنة والهرسك ستكون إحدى جمهورياتها التأسيسية. وكان اقتصادها في فترة ما بعد الحرب في الازمنة الاشتراكية مستندا على الصناعة والسياحة.:36
في بداية الحرب البوسنية، سكن المدينة أناس من جميع المجموعات العرقية، وكانت تقع عند مفترق طرق بين المناطق ذات الأغلبية الصربية إلى الشمال، ومناطق الأغلبية المسلمة البوسنية إلى الجنوب الشرقي والمناطق ذات الأغلبية الكرواتية إلى الجنوب الغربي.[بحاجة لمصدر]

## الاقتصاد والثقافة
اقتصاد بلدية يائجة في الوقت الحاضر ضعيف. بدأت اليونسكو بترميم الأجزاء التاريخية من المدينة بالتعاون مع (منظمة التراث الثقافي بلا حدود)، وهي منظمة سويدية. كان المشروع الرئيسي للشركة هو ترميم المنازل التقليدية القديمة التي ترمز إلى المنظر البانورامي للمدينة والشلال. ومنذ العام 2006، أعيد بناء معظم المنازل.

## السياحة

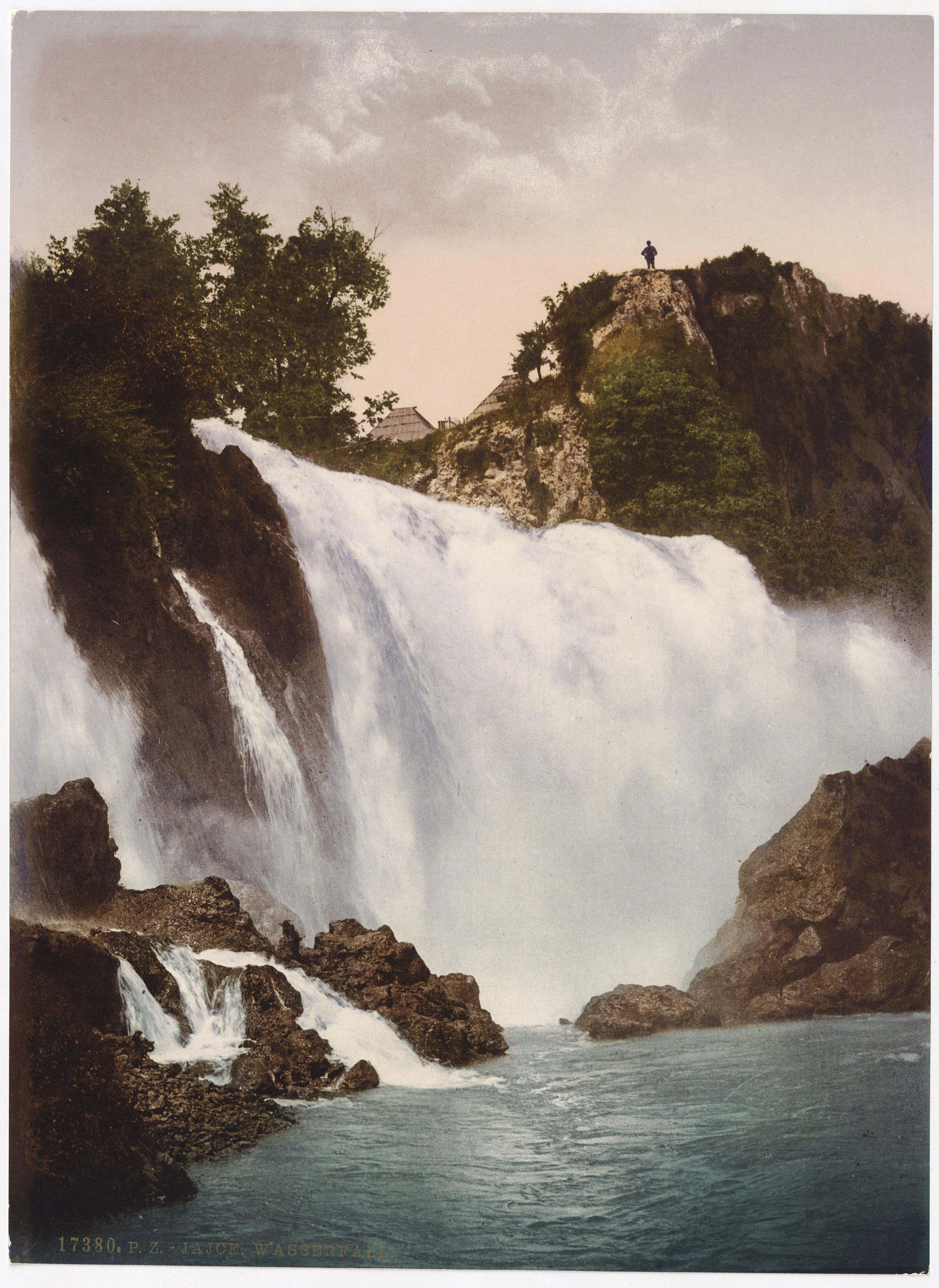
الشلال، 1901

كانت يائجة وجهة سياحية شهيرة في العصر اليوغوسلافي، ويرجع ذلك في الغالب إلى الأهمية التاريخية للدولة الكرواتية. استؤنفت السياحة وكانت أعداد السائحين من (20000-55000 سائح في 2012-2013) منهم (25000) لهم صلة بالنسبة لسكان البلدية. لا يزال السياح من جميع أنحاء يوغوسلافيا السابقة يشكلون معظم السياحة في المدينة، لكن السائحين من الشرق الأوسط قد ازدادوا أيضا منذ أوائل العقد الأول من القرن الحالي. الرحلات المدرسية المنظمة هي أيضا جزء كبير من التدفق السياحي. ويعتبر الربيع والخريف من المواسم السياحية الرئيسية.:40 تشتهر المدينة بشلالها الجميل حيث يلتقي نهر بليفا بنهر فرباس. وقد كان ارتفاع الشلال ثلاثين مترا، ولكن خلال الحرب البوسنية، غمرت المياه المنطقة وأصبح شلالها الآن 20 مترا. تقع يايتشي في الجبال، وهناك الريف الجميل قرب مدينة والأنهار مثل فرباس وبليفا والبحيرات مثل بحيرة بليفا، التي هي أيضا مقصد للسكان المحليين وبعض السياح. تسمى هذه البحيرة برانا في اللغة المحلية. وليس بعيدا عن المدينة هناك جبال يزيد ارتفاعها عن ألفي متر مثل جبل فلاسيتش بالقرب من مدينة تراونيك. السفر عبر الطرق الجبلية للمدينة قد لا يروق لبعض الزوار، لأن الطرق في حالة سيئة، رغم وجود المشاهد الخلابة.

## التركيبة السكانية

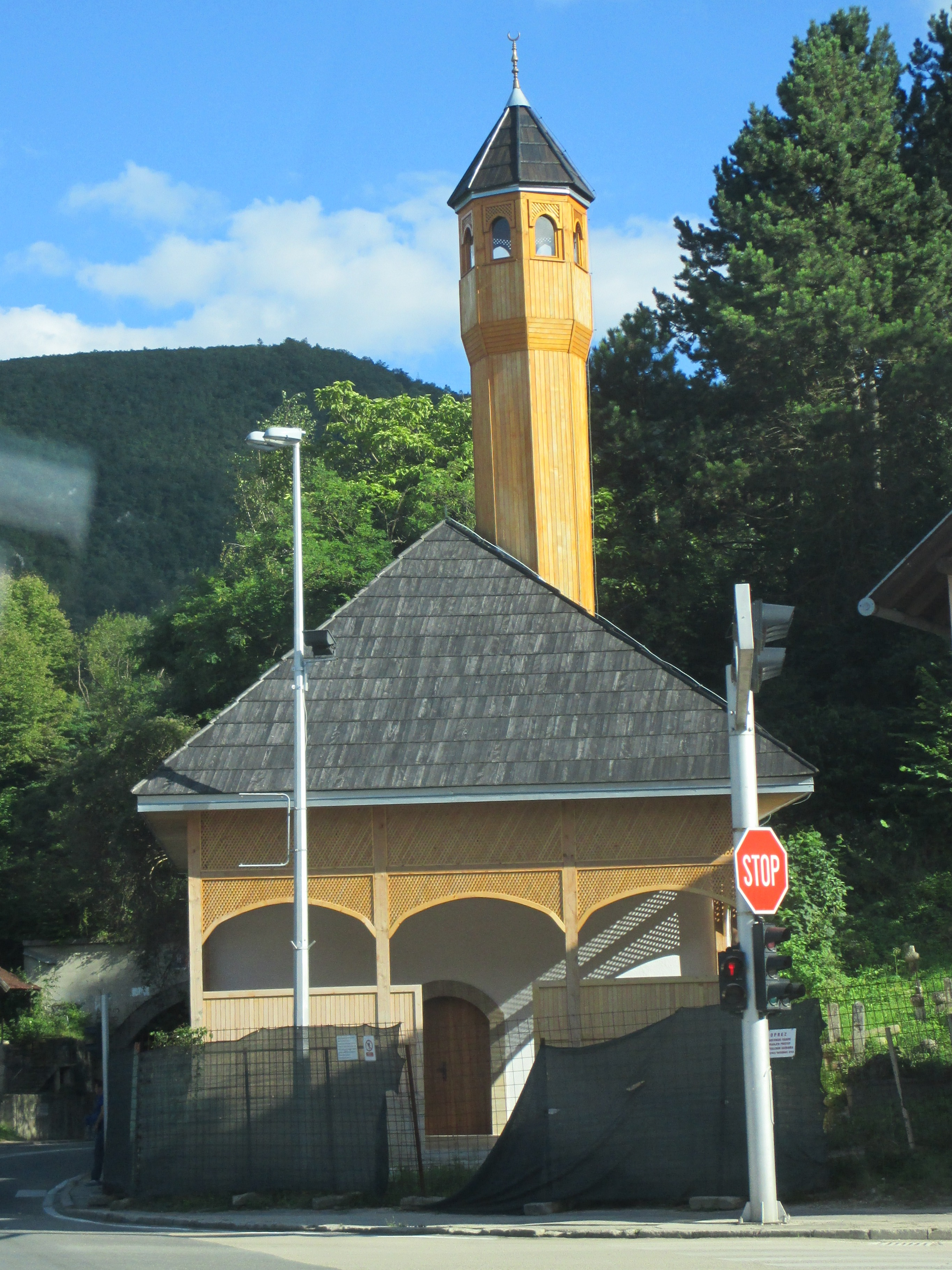
مسجد على الطراز البوسني

في عام 1931 البلدية المعروفة اليوم باسم ياتيسي كانت جزءا من مقاطعة أكبر تُسمى مقاطعة يائجة (مع بلديات جيزيرو ودوبريتيتشي وشيبوفو).
| التكوين العرقي |        |        |          |        |         |        |            |        |       |       |        |
| العام          | الصرب  | %      | البوشناق | %      | الكروات | %      | اليوغوسلاف | %      | آخرون | %     | مجموع  |
| 1931           | 24,176 | 49.84% | 14,205   | 29.28% | 10,080  | 20.78% | -          | -      | -     | -     | 48,510 |
| 1961           | 8,670  | 25.14% | 7,545    | 21.88% | 13,733  | 39.82% | 4,342      | 12.59% | 198   | 0.57  | 34,488 |
| 1971           | 8,132  | 23.23% | 14,001   | 40.00% | 12,376  | 35.35% | 208        | 0.59%  | 285   | 0.83% | 35,002 |
| 1981           | 7,954  | 19.31% | 15,145   | 36.76% | 14,418  | 35.00% | 3,177      | 7.71%  | 503   | 1.22% | 41,197 |
| 1991           | 8,663  | 19.24% | 17,380   | 38.61% | 15,811  | 35.13% | 2,496      | 5.54%  | 657   | 1.48% | 45,007 |
| 2013           | 501    | 1.83%  | 13,269   | 48.67% | 12,555  | 46.05% | -          | -      | 933   | 3.42% | 27,258 |

ومن الموثق أن 365 شخصا من صرب يائجة قد قتلوا في معسكرات اعتقال ياسنوفاتس خلال الحرب العالمية الثانية.

### 1991
في عام 1991 كان عدد سكان المدينة 13,579 نسمة، وكانت المجموعات العرقية موزعة على هذا النحو:
- المسلمون - 5,277 (38.86%)
- الصرب - 3,797 (27.96%)
- اليوغوسلاف - 2,217 (16.32%)
- الكروات - 1,899 (13.98%)
- أخرى أو غير معروف - 389 (2.88%)

## المناخ
| البيانات المناخية لـيايتسي (1961–1990)     | البيانات المناخية لـيايتسي (1961–1990) | البيانات المناخية لـيايتسي (1961–1990) | البيانات المناخية لـيايتسي (1961–1990) | البيانات المناخية لـيايتسي (1961–1990) | البيانات المناخية لـيايتسي (1961–1990) | البيانات المناخية لـيايتسي (1961–1990) | البيانات المناخية لـيايتسي (1961–1990) | البيانات المناخية لـيايتسي (1961–1990) | البيانات المناخية لـيايتسي (1961–1990) | البيانات المناخية لـيايتسي (1961–1990) | البيانات المناخية لـيايتسي (1961–1990) | البيانات المناخية لـيايتسي (1961–1990) | البيانات المناخية لـيايتسي (1961–1990) |
| الشهر                                      | يناير                                  | فبراير                                 | مارس                                   | أبريل                                  | مايو                                   | يونيو                                  | يوليو                                  | أغسطس                                  | سبتمبر                                 | أكتوبر                                 | نوفمبر                                 | ديسمبر                                 | المعدل السنوي                          |
| ------------------------------------------ | -------------------------------------- | -------------------------------------- | -------------------------------------- | -------------------------------------- | -------------------------------------- | -------------------------------------- | -------------------------------------- | -------------------------------------- | -------------------------------------- | -------------------------------------- | -------------------------------------- | -------------------------------------- | -------------------------------------- |
| الدرجة القصوى °م (°ف)                      | 16.6 (61.9)                            | 21.4 (70.5)                            | 26.6 (79.9)                            | 29.4 (84.9)                            | 33.4 (92.1)                            | 34.6 (94.3)                            | 37.6 (99.7)                            | 37.0 (98.6)                            | 37.0 (98.6)                            | 29.4 (84.9)                            | 23.2 (73.8)                            | 19.8 (67.6)                            | 37.6 (99.7)                            |
| متوسط درجة الحرارة الكبرى °م (°ف)          | 3.1 (37.6)                             | 6.4 (43.5)                             | 11.1 (52.0)                            | 16.0 (60.8)                            | 21.0 (69.8)                            | 23.9 (75.0)                            | 26.3 (79.3)                            | 26.2 (79.2)                            | 22.7 (72.9)                            | 17.3 (63.1)                            | 10.6 (51.1)                            | 4.2 (39.6)                             | 15.7 (60.3)                            |
| المتوسط اليومي °م (°ف)                     | −0.8 (30.6)                            | 1.8 (35.2)                             | 5.5 (41.9)                             | 10.1 (50.2)                            | 14.5 (58.1)                            | 17.4 (63.3)                            | 19.2 (66.6)                            | 18.7 (65.7)                            | 15.4 (59.7)                            | 10.8 (51.4)                            | 5.7 (42.3)                             | 0.7 (33.3)                             | 9.9 (49.8)                             |
| متوسط درجة الحرارة الصغرى °م (°ف)          | −4.7 (23.5)                            | −2.6 (27.3)                            | 0.1 (32.2)                             | 4.1 (39.4)                             | 8.2 (46.8)                             | 11.4 (52.5)                            | 12.5 (54.5)                            | 12.4 (54.3)                            | 9.9 (49.8)                             | 5.7 (42.3)                             | 1.2 (34.2)                             | −2.9 (26.8)                            | 4.6 (40.3)                             |
| أدنى درجة حرارة °م (°ف)                    | −25.4 (−13.7)                          | −18.6 (−1.5)                           | −15.2 (4.6)                            | −4.4 (24.1)                            | −1.5 (29.3)                            | 1.2 (34.2)                             | 5.4 (41.7)                             | 4.8 (40.6)                             | −2.0 (28.4)                            | −5.8 (21.6)                            | −14.8 (5.4)                            | −18.8 (−1.8)                           | −25.4 (−13.7)                          |
| الهطول مم (إنش)                            | 60.2 (2.37)                            | 61.3 (2.41)                            | 65.7 (2.59)                            | 70.3 (2.77)                            | 87.4 (3.44)                            | 96.5 (3.80)                            | 81.8 (3.22)                            | 77.9 (3.07)                            | 74.8 (2.94)                            | 68.4 (2.69)                            | 91.5 (3.60)                            | 80.5 (3.17)                            | 916.2 (36.07)                          |
| متوسط أيام هطول الأمطار (≥ 0.1 mm)         | 12.0                                   | 11.3                                   | 13.0                                   | 13.7                                   | 14.5                                   | 14.4                                   | 10.0                                   | 10.0                                   | 10.1                                   | 9.6                                    | 11.5                                   | 12.8                                   | 143.1                                  |
| متوسط الأيام المثلجة (≥ 1.0 cm)            | 15.4                                   | 11.5                                   | 4.0                                    | 0.5                                    | 0.0                                    | 0.0                                    | 0.0                                    | 0.0                                    | 0.0                                    | 0.0                                    | 3.5                                    | 11.5                                   | 46.4                                   |
| متوسط الرطوبة النسبية (%)                  | 82.7                                   | 79.4                                   | 75.1                                   | 72.3                                   | 75.2                                   | 76.9                                   | 75.8                                   | 76.8                                   | 78.8                                   | 80.2                                   | 81.9                                   | 84.4                                   | 78.3                                   |
| ساعات سطوع الشمس الشهرية                   | 52.5                                   | 71.1                                   | 115.3                                  | 147.7                                  | 180.7                                  | 197.3                                  | 243.8                                  | 221.2                                  | 165.6                                  | 120.5                                  | 72.0                                   | 44.2                                   | 1٬631٫9                                |
| المصدر: معهد الإرصاد الجوي للبوسنة والهرسك |                                        |                                        |                                        |                                        |                                        |                                        |                                        |                                        |                                        |                                        |                                        |                                        |                                        |

## المدن التوأم
- بياتشنزا، إيطاليا
- هالسبرغ، السويد
- ألاتشاتي، تركيا
- اوتنشيم، النمسا
- فيروفيتيكا، كرواتيا
- زينيتسا، البوسنة والهرسك
- توميسلافغراد، البوسنة والهرسك

## مشاهير من يائجة
- ماتو يايالو (مواليد عام 1988)، لاعب كرة قدم محترف.
- مارين ليوفاتش، لاعب كرة قدم.

## وصلات خارجية
- كل شيء عن يائجة(بالبوسنوية) (بالكرواتية)
- صورة للمدينة والشلال
- الموقع الرسمي(بالبوسنوية) (بالكرواتية)
- السياحة في يائجة (بالبوسنوية) (بالإنجليزية) (بالإيطالية) (بالألمانية)
- وكالة التراث الثقافي والتاريخي والتراث الطبيعي وتطوير الإمكانات السياحية في مدينة يائجة (بالبوسنوية) (بالكرواتية) (بالإنجليزية)
- Tragovima bosanskog kraljevstva - الطريق السياحي للبوسنة في العصور الوسطى (باللغة الإنجليزية)
- درب من المملكة البوسنية - السياحة الثقافية يائجة
- رحلات يائجة من سراييفو - جولات يائجة (البوسنة والهرسك)